# The Land where Monkeys have no Tails
The Land where Monkeys have no Tails o La terra on els micos no tenen cua és una creació de l'artista filipí Manuel Ocampo datada el 1992. Consisteix en un collage i oli sobre llenç de 152,7 cm d'ample x 122,1 cm d'altura, localitzada actualment a l'Institut Valencià d'Art Modern.

## Descripció
Aquesta obra representa amb claredat l'estil pictòric i compositiu de l'artista, qui ha plasmat el seu anhel de comprendre la identitat del seu país mitjançant la cultura i la política d'aquells que colonitzaren el seu territori natal. Quant a la temàtica, es poden observar les mostres d'identitat encaixades en una més gran i més complexa, com és la nacional.
Ocampo en The Land where monkeys have no Tails mostra la relació entre la diversitat interna de les Filipines i els seus diferents processos de conquesta i opressió. La composició per altra banda aglutina diverses escenes dins d'un mateix escenari, causant així un ampli ventall d'interpretacions cap a un conjunt de referències estètiques mestisses. L'estil mescla de forma natural les imatges amb papers i il·lustracions impreses, les quals han sigut retallades i pegades, juntament amb text pintat. La paraula "Europa" per exemple, ocupa el centre del quadre, a la part superior del mapa de les Filipines. En aquest últim mencionat apareixen escrites diverses paraules de mida més reduïda, fent al·lusió a la religió, les ètnies o els moviments de lliberació, com "Whites", "Arabs" o "Dogeaters" (menjagossos). Al quadre trobem el rostre d'un home natiu amb la boca oberta com un cendrer al mateix temps que sosté un gos en el moment de fustigar-lo contra un ixent, probablement utilitzat metafòricament fent referència a l'abús i al desconeixement de la societat occidental sobre els processos simbòlics i ritus propis dels aborígens. Podem observar a més la frase en alemany "ist Schlafen" (està adormit/da), la qual fa al·lusió a, o bé Europa, o Filipines. Una il·lustració circular entremig d'ambdues paraules mostra una fàbrica i un braç que vol llançar un explosiu. Juntament amb una esvàstica quasi sancera trobem a la part inferior dreta altres paraules en alemany: "geld" (diners) i "kultur" (cultura), formant un bloc esborronat i una mica dissolt.